# Martin Wurm
Martin Wurm (* 11. November 1918 in Göppingen; † 24. September 1998 ebenda) war ein deutscher Politiker (CDU).

## Leben
Wurm trat zum 1. Mai 1937 der NSDAP bei (Mitgliedsnummer 5.141.598). Ab spätestens 1968 bis 1991 war er Direktor des Deutschen Beamtenbunds in Baden-Württemberg. Anschließend war er Vorsitzender des Bunds der Ruhestandsbeamten, Rentner und Hinterbliebenen.
Wurm war Mitglied der CDU und gehörte dem Gemeinderat von Stuttgart an. Bei der Landtagswahl in Baden-Württemberg 1968 wurde er über das Direktmandat im Wahlkreis Stuttgart III in den Landtag von Baden-Württemberg gewählt, dem er bis zum Ende der Legislaturperiode 1972 angehörte.

## Ehrungen
- Bundesverdienstkreuz 1. Klasse (1979)
- Großes Bundesverdienstkreuz (1989)
- Verdienstmedaille des Landes Baden-Württemberg (1992)